# 美國州際公路系統主線列表
美國州際公路系統主線目前共有66條，其中43條有輔助線。編碼以一位或二位阿拉伯數字為原則，一般記為I-XX或IH-XX（後者在德克薩斯州較常見）。除了少許例外，南北向公路為奇數，由西向東遞增；東西向則為偶數，由南向北遞增。編號為5的倍數則為貫穿美國大陸的公路（I-45除外）。其中有四個編號重覆使用二次，在本列表中以東段和西段標記，分處東西部的同一個編號的公路在可見的未來都沒有連接的可能。三位數的州際公路為輔助線（I-238除外），末二位標記其所屬的主線。
美國本土外的阿拉斯加州、夏威夷州和波多黎各的州際公路則在編號前分別加上A、H和PR以咨區別。但目前阿拉斯加州和波多黎各的州際公路尚未掛牌。

## 由西向東排列（南北向道路，奇數號碼）
：5號州際公路─—加利福尼亞州聖地牙哥起、經俄勒岡州、華盛頓州至美加邊境（Blaine, WA）
輔助公路：105, 205, 305, 405, 505, 605, 705, 805, 905
：11號州際公路─—始于亞利桑那州诺加利斯，终于內華達州雷諾。
：15號州際公路─—加利福尼亞州聖地牙哥起、經內華達州、猶他州、愛達荷州、蒙大拿州美加邊境（Sweetgrass, MT）
輔助公路：115, 215, 515
：17號州際公路——亞利桑那州鳳凰城起至旗桿市。未跨州。
：19號州際公路──亞利桑那州美墨邊境（Nogales, AZ）起向北至圖森。未跨州。
：25號州際公路──南端起於I-10（Las Cruces, NM），經新墨西哥州、科羅拉多州、懷俄明州，北端與I-90連接（Sheridan, WY）。
輔助公路：225
：27號州際公路──德克薩斯州拉伯克起向北至阿馬里洛併入I-40。未跨州。
：29號州際公路──由密蘇里州堪薩斯市向北經愛荷華州、南達科他州、北達科他州至美加邊境（Pembina, ND）。
輔助公路：129, 229
：35號州際公路──南端起於德克薩斯州美墨邊界（Laredo, TX），經奧克拉荷馬州、堪薩斯州、密蘇里州、愛荷華州至明尼蘇達州杜魯斯。I-35經過美國最重要的二個雙子城：達拉斯─沃斯堡及明尼亞波利斯─聖保羅，當行經這二對雙子城時，I-35分成I-35E和I-35W二條平行的高速公路分別貫穿二座城市市區。出口哩程數則以I-35E為準。
輔助公路：135, 235, 335, 435, 535, 635
：37號州際公路──德克薩斯州科珀斯克里斯蒂向西北至聖安東尼奧併入I-35。未跨州。
：39號州際公路──於伊利諾州由I-55分出（Normal, IL），向北至威斯康辛州華沙（Wausau, WI）附近。
：43號州際公路──於威斯康辛州由I-90／I-39共構處分出（Beloit, WI），經密爾瓦基，沿密西根湖畔至綠灣。未跨州。
：45號州際公路──德克薩斯州高佛斯頓起至達拉斯。未跨州。
：49號州際公路──於路易西安那州拉法葉由I-10分出，向北至什里夫波特(Shreveport, LA)併入I-20，目前未跨州，未來計畫向北延伸經阿肯色州至密蘇里州堪薩斯市，向南延伸至紐奧良。
：55號州際公路──於路易西安那州紐奧良近郊由I-10分出、經密西西比州、田納西州、阿肯色州、密蘇里州、伊利諾州至芝加哥市密西根湖畔。
輔助公路：155, 255, 355
：57號州際公路──於密蘇里州由I-55分出（Miner, MO），經伊利諾州至芝加哥併入I-94。
：59號州際公路──於路易西安那州I-10及I-12交會口分出（Slidell, LA），經密西西比州、阿拉巴馬州至喬治亞州觀景峰（Lookout Mountain）併入I-24。
輔助公路：359, 459, 759
：65號州際公路──於阿拉巴馬州莫比爾由I-10分出，經田納西州、肯塔基州、印地安納州至加里。
輔助公路：165, 265, 465, 565, 865
：69號州際公路──於印地安納波利斯由I-465向東北延伸，至密西根州休倫港藍水大橋。1998年美國國會通過延伸I-69向南經肯塔基州、田納西州、密西西比州、阿肯色州、路易西安那州、德克薩斯州至美墨邊境，部份路段已於2006年開工。完工後將成為第一條非5結尾的縱貫公路。
輔助公路：469
：71號州際公路──於肯塔基州路易維爾由I-64、I-65交會口分出，經辛辛那堤進入俄亥俄州至克里夫蘭併入I-90。
輔助公路：271, 471
：73號州際公路──由北卡羅萊納州坎多爾（Candor, NC）向北至北卡羅萊納州與維吉尼亞州州界，未來將向北繼續延伸經維吉尼亞州、沿西維吉尼亞州與肯塔基州州界進入俄亥俄州，抵達密西根州蘇聖瑪利，往南延伸至南卡羅萊納州麥爾托海灘（Myrtle Beach, SC）。
：75號州際公路──由佛羅里達州海厄利亞向北，經喬治亞州、田納西州、肯塔基州、俄亥俄州至密西根州蘇聖瑪利。
輔助公路：175, 275, 375, 475, 575, 675
：77號州際公路──於南卡羅萊納州哥倫比亞由I-26分出，向北經北卡羅萊納州、維吉尼亞州、西維吉尼亞州、俄亥俄州至克里夫蘭併入I-90。
輔助公路：277
：79號州際公路──於西維吉尼亞州查爾斯頓由I-77分出，向北至賓夕法尼亞州伊利。
輔助公路：279, 579
：81號州際公路──南端起於田納西州I-40（Dandridge, TN），經維吉尼亞州、賓夕法尼亞州至紐約州威爾斯島。
輔助公路：381, 481, 581
：83號州際公路──南端起於馬里蘭州巴爾的摩，至賓夕法尼亞州哈里斯堡併入I-81。
輔助公路：283
：85號州際公路──由阿拉巴馬州蒙哥馬利向北經喬治亞州、南卡羅萊納州、北卡羅萊納州至維吉尼亞州里奇蒙附近併入I-95。
輔助公路：185, 285, 385, 485, 585, 785, 985
：87號州際公路──由紐約市I-278分出，向北至紐約州美加邊界（Champlain, NY）。未跨州。
輔助公路：287, 587, 787
：89號州際公路──由新罕布夏州康柯德向西北至佛蒙特州美加邊界（Highgate, VT）。
輔助公路：189
：91號州際公路──於康乃狄克州紐哈芬由I-95分出，經麻薩諸塞州，沿新罕布夏州和佛蒙特州州界至佛蒙特州美加邊界（Derby Line, VT）。
輔助公路：291, 391, 691
：93號州際公路──於麻薩諸塞州波士頓都會區I-95向北分出，至新罕布夏州併入I-91（St. Johnsbury, NH）。
輔助公路：293, 393
：95號州際公路──南端起於佛羅里達州邁阿密，沿美國東岸北上，經喬治亞、南卡羅萊納州、北卡羅萊納州、維吉尼亞州、華盛頓特區、馬里蘭州、德拉瓦州、賓夕法尼亞州、紐澤西州、紐約州、康乃狄克州、羅德島州、麻薩諸塞州至緬因州霍爾頓（Houlton, ME）。
輔助公路：195, 295, 395, 495, 595, 695, 795, 895, 995
：97號州際公路──南端起於馬里蘭州安那波利斯至巴爾的摩。未跨州。
：99號州際公路──南端起於賓夕法尼亞州貝德佛（Bedford, PA），目前通車至禿鷹鎮（Bald Eagle, PA），至I-80延伸段（交會點：Bellefonte, PA）正在施工中，未來計畫繼續向北經威廉波特進入紐約州於康寧附近與I-86相接。

## 由南向北排列(東西向道路，偶數號碼)
：2號州際公路──位於德克萨斯州，西起佩尼塔斯，東至哈灵根，全长75.3公里。未跨州。
：4號州際公路──位於佛羅里達半島，西起坦帕市內I-275，東至地通拿海灘（Daytona Beach, FL）併入I-95。未跨州。
：8號州際公路──西起加利福尼亞州聖地牙哥I-5，東至亞利桑那州卡薩格蘭蒂（Casa Grande, AZ）併入I-10。
：10號州際公路──西起加利福尼亞州圣塔莫尼卡，經亞利桑那州、新墨西哥州、德克薩斯州、路易西安那州、密西西比州、阿拉巴馬州至佛羅里達州傑克遜維爾併入I-95。
輔助公路：110, 210, 310, 410, 510, 610, 710, 910
：12號州際公路──於路易西安那州巴頓魯治由I-10向西分出，至I-10與I-59交會處（Slidell, LA）。未跨州。
：16號州際公路──西起喬治亞州梅肯由I-75分出向東至薩凡納。未跨州。
輔助公路：516
：20號州際公路──於德克薩斯州肯特自I-10向西，經路易西安那州、密西西比州、阿拉巴馬州、喬治亞州至南卡羅萊納州佛羅倫斯併入I-95。
輔助公路：220, 520, 820
：22號州際公路(計畫道路)──計畫由田納西州孟斐斯至阿拉巴馬州伯明罕。
：24號州際公路──西起伊利諾州馬里安（Marion, IL）由I-57分出，經肯塔基州、田納西州、喬治亞州，轉回田納西州查塔努加併入I-75。
輔助公路：124
：26號州際公路──由田納西州金斯波特（Kingsport, TN）向東南延伸，經北卡羅萊納州至南卡羅萊納州查爾斯頓（北卡部份路段仍為計畫道路）。
輔助公路：126, 526
：30號州際公路──於德克薩斯州沃斯堡附近由I-20分出，向西北至阿肯色州小岩城與I-40相接。
輔助公路：130, 430, 530, 630
：40號州際公路──於加利福尼亞州巴斯托由I-15向西分出，經亞利桑那州、新墨西哥州、德克薩斯州、奧克拉荷馬州、阿肯色州、田納西州至北卡羅萊納州威尔明顿。
輔助公路：140, 240, 440, 540, 640, 840
：44號州際公路──西起德克薩斯州威奇塔瀑布市，經奧克拉荷馬州，至密蘇里州聖路易併入I-55。
輔助公路：244, 444
：64號州際公路──西起密蘇里州聖路易都會區，經伊利諾州、印第安納州、肯塔基州、西維吉尼亞州至維吉尼亞州切薩比克。
輔助公路：164, 264, 464, 564, 664
：66號州際公路──於維吉尼亞州史特拉斯堡（Strasburg, VA）由I-81向西進入華盛頓特區。
：68號州際公路──於西維吉尼亞州摩根鎮自I-79向西至馬里蘭州漢考克併入I-70。
：70號州際公路──於猶他州科夫堡附近自I-15向西，經科羅拉多州、堪薩斯州、密蘇里州、伊利諾州、印第安納州、俄亥俄州、西維吉尼亞州、賓夕法尼亞州至馬里蘭州巴爾的摩。
輔助公路：170, 270, 370, 470, 670
：72號州際公路──西起密蘇里州漢尼拔（Hannibal, MO）至伊利諾州香檳併入I-57。
輔助公路：172
：74號州際公路──於愛荷華州达文波特由I-80分出，經伊利諾州、印地安納州至俄亥俄州辛辛那堤匯入I-75，未來將延伸至北卡羅萊那州和南卡羅萊那州（北卡段已部份完成）。
輔助公路：174, 274, 474
：76號州際公路 (科罗拉多州至内布拉斯加州)──於科羅拉多州丹佛附近由I-70向東北延伸，至內布拉斯加州大溫泉市（Big Springs, NE）併入I-80。
： 76号州际公路 (俄亥俄州至新泽西州)──於俄亥俄州阿克伦由I-71向東，經賓夕法尼亞州至紐澤西州併入I-295（Camdon, NJ）。
輔助公路：176, 276, 376, 476, 576, 676
：78號州際公路──於賓夕法尼亞州哈里斯堡由I-81向東，經紐澤西州，進入紐約市曼哈頓區。
輔助公路：278, 478, 678, 878
：80號州際公路──西起加利福尼亞州舊金山，經內華達州、猶他州、懷俄明州、內布拉斯加州、愛荷華州、伊利諾州、印地安納州、俄亥俄州、賓夕法尼亞州、紐澤西州於紐約近郊匯入I-95。
輔助公路：180, 280, 380, 480, 580, 680, 780, 880, 980
：82號州際公路──於華盛頓州艾倫斯堡由I-90向東南行，至俄勒岡州赫米斯頓併入I-84。
輔助公路：182
：84號州際公路 (西段)──於俄勒岡州波特蘭由I-5分出向東南，經愛達荷州至猶他州艾可（Echo, UT）併入I-80。
輔助公路：184
：84號州際公路 (東段)──於賓夕法尼亞州索路普─敦摩爾交流道（Throop Dunmore Interchange）向東，經紐約州、康乃狄克州至麻薩諸塞州史特橋鎮（Sturbring, MA）併入I-90。
輔助公路：384, 684
：86號州際公路  (爱达荷州)──於愛達荷州海本（Heyburn, ID）由I-84向東至波加提洛（Pocatello, ID）併入I-15。未跨州。
：86號州際公路  (宾夕法尼亚州至纽约州)──於賓夕法尼亞州伊利附近自I-90分出向東，至紐約州馬頭鎮，向東延伸段仍在施工，完工後東端位於紐約州伍德貝利（Woorbury, NY）與I-87相接。
：88號州際公路 (西段)──於伊利諾州莫林由I-80向東，進入芝加哥都會區併入I-290。未跨州。
：88號州際公路 (東段)──於紐約州賓漢頓自I-81向東北於斯克内克塔迪併入I-90。未跨州。
：90號州際公路──西起西雅圖，經愛達荷州、蒙大拿州、懷俄明州、南達科他州、明尼蘇達州、威斯康辛州、伊利諾州、印地安納州、俄亥俄州、賓夕法尼亞州、紐約州到麻薩諸塞州波士頓洛根國際機場。
輔助公路：190, 290, 390, 490, 590, 690, 790, 890, 990
：94號州際公路──
於蒙大拿州比林斯由I-90向西，經北達科他州、明尼蘇達州、威斯康辛州、伊利諾州、印地安納州、至密西根州休倫港藍水大橋。
輔助公路：194, 294, 394, 494, 694, 794, 894
：96號州際公路──西起密西根州馬斯基根，東至底特律與I-75交會。未跨州。
輔助公路：196, 296, 496, 696
：238號州際公路──南端與I-580交於加利福尼亞州卡斯楚谷，北端於聖利安卓併入I-880。

## 夏威夷州
在歐胡島上有三條聯邦級的主要高速公路，編號分別為H1、H2和H3。號碼和方向無關。
：H1州際公路──西起卡波雷，東至檀香山。
輔助公路：H201
：H2州際公路──於珍珠市由H1州際公路分出向北至瓦希亞瓦。
：H3州際公路──於哈拉瓦自H1州際公路分出向東至夏威夷陸戰隊基地。